# Neurogomphus pallidus
Neurogomphus pallidus är en trollsländeart som beskrevs av Cammaerts 1967. Neurogomphus pallidus ingår i släktet Neurogomphus och familjen flodtrollsländor. IUCN kategoriserar arten globalt som nära hotad. Inga underarter finns listade i Catalogue of Life.